# Skanawan (Wisconsin)
Skanawan es un pueblo ubicado en el condado de Lincoln en el estado estadounidense de Wisconsin. En el Censo de 2010 tenía una población de 391 habitantes y una densidad poblacional de 4,21 personas por km².

## Geografía
Skanawan se encuentra ubicado en las coordenadas 45°25′3″N 89°37′13″O / 45.41750, -89.62028. Según la Oficina del Censo de los Estados Unidos, Skanawan tiene una superficie total de 92.97 km², de la cual 91.45 km² corresponden a tierra firme y (1.63%) 1.52 km² es agua.

## Demografía
Según el censo de 2010, había 391 personas residiendo en Skanawan. La densidad de población era de 4,21 hab./km². De los 391 habitantes, Skanawan estaba compuesto por el 100% blancos, el 0% eran afroamericanos, el 0% eran amerindios, el 0% eran asiáticos, el 0% eran isleños del Pacífico, el 0% eran de otras razas y el 0% pertenecían a dos o más razas. Del total de la población el 0.26% eran hispanos o latinos de cualquier raza.